# Saydean Zeldin
Pour les articles homonymes, voir Zeldin.
Saydean Zeldin est une physicienne, ingénieure logiciel et programmeuse américaine.

## Formation
Saydean Zeldin a obtenu un diplôme en physique de l'Université Temple, à Philadelphie (Pennsylvanie, États-Unis).

## Carrière

### Premières années
Après avoir obtenu son diplôme, elle a travaillé au laboratoire de sciences spatiales de GE sur les courants d'air autour des missiles ennemis dans le but de les identifier alors qu'ils sont dans les airs.

### Apollo
Quand elle et son mari ont déménagé à Boston pour le travail de ce dernier, Saydean Zeldin a postulé pour travailler au laboratoire d'instrumentation du Massachusetts Institute of Technology (MIT), maintenant connu sous le nom de Draper, lorsqu'elle a vu une publicité dans le journal. Elle ne s’estimait pas être une experte de l’espace, mais elle résolvait des problèmes et, considérant que c'était « une occasion intéressante », elle a posé sa candidature et obtenu le poste.
En 1966, elle commence à travailler sur le système de guidage du module de commande Apollo, l'AGC, et finit par devenir chef de section. Dit autrement, elle a conçu le logiciel permettant aux astronautes de contrôler les moteurs du véhicule spatial, aussi bien pendant les longs trajets vers et depuis la Lune que lors de procédures plus délicates telles que l'entrée en orbite lunaire. Selon elle, elle « étai[t] la seule femme à avoir travaillé du côté des applications plutôt que du côté des systèmes ».
Bien qu'elle travaillât à Boston, Saydean Zeldin s'est également rendue à Houston pour s'informer auprès des autres équipes de logiciels et a été invitée au lancement d'Apollo 11, auquel elle a assisté avec et ses trois filles âgées de 3,5 et 8 ans à l'époque. Le logiciel a relativement peu changé entre les missions Apollo et Saydean Zeldin a été activement impliquée jusqu'à Apollo 13, ce qui correspond à la fin du développement du logiciel.

## Retraite
Saydean Zeldin a pris sa retraite au début des années 2000.
Elle a également une dernière connexion à l'espace. En effet, son mari, décédé quatre ans auparavant, devait être lancé dans l'espace le 24 juin par la société Celestis, qui propose des obsèques spatiales, et elle et ses trois filles (déjà présenté lors du lancement d'Apollo 11 en 1969) ont assisté au lancement.